# Careless Whisper
«Careless Whisper» (en español: «Susurro descuidado») es el título de una balada interpretada por el cantautor inglés George Michael, incluida en el segundo álbum de estudio del dúo Wham!, titulado Make It Big (1984). Las compañías Epic y CBS Records la publicaron el 23 de julio de 1984 como el segundo sencillo del álbum. Técnicamente, es el sencillo debut de Michael. Fue compuesta y producida por el intérprete. «Careless Whisper» es una pista de género pop, soul y R&B.
Este sencillo tiene diferentes versiones hechas por otros cantantes y músicos, tales como: Mina Mazzini, Jennifer Lopez, Richard Clayderman, Luchito Muñoz, Ben Folds y Rufus Wainwright, Seether, HYDE , Kenny G y Brian McKnight, Shayne Ward, Jordan Knight, Cory Gunz, Raghav, Pieces of a Dream, Tamia, The Session Band, entre otros.
Alcanzó el primer puesto en los rankings de veinticinco países, vendiendo más de seis millones de copias alrededor del mundo. Fue el primer sencillo que alcanzó el número uno de Michael como solista, y fue además una de las canciones más exitosas de la década de los 80.

## Historia
La canción fue originalmente lanzada como un sencillo de George Michael como solista, aunque él aún formaba parte del grupo de música pop Wham!. A diferencia de todos los sencillos de Wham! (excepto «Wham Rap!»), fue coescrito por Andrew Ridgeley, el otro miembro del dúo. Los dos la compusieron juntos tres años antes de lanzarla al público, cuando Michael trabajaba como acomodador en un cine, en Watford, Inglaterra. En una entrevista de junio de 2006 en la emisora de radio de Londres Magic 105.4, Michael dijo que la escribió «en su cabeza» mientras trabajaba, y que el riff de saxofón lo compuso completo mientras viajaba en un ómnibus de regreso a su casa. Originalmente el riff estaba acompañado por letra, pero Michael decidió sacarlas, para mejorar la calidad de la canción.
La canción pasó por, como mínimo, dos etapas de producción. La primera fue durante un viaje que hizo Michael a Muscle Shoals, Alabama, en donde fue a trabajar con el legendario productor Jerry Wexler en el Muscle Shoals Studio. Michael no estaba conforme con la versión que había producido originalmente, por lo que decidió volver a grabarla y producir la canción él mismo, esta vez obteniendo como resultado el producto que fue lanzado al público. Sin embargo, la versión que produjo Wexler vio la luz del día, pero más tarde, en un compilado especial lanzado a la venta en Inglaterra. Completándose como una balada obtenida tras un largo proceso de producción, y acompañada por un notable solo de saxofón (interpretado por Steve Gregory), el sencillo fue publicado en junio de 1984, ingresando en el UK singles chart en el duodécimo puesto. Dos semanas más tarde, pasó al primer puesto, desplazando a «Two Tribes» de Frankie Goes to Hollywood, que había pasado nueve semanas en el podio. Continuó siendo el número uno por tres semanas, ocupando también el primer puesto en los rankings de diecisiete países, incluyendo el Billboard Hot 100 de Estados Unidos en febrero de 1985, aunque allí fue lanzada como «Wham! presentando a George Michael».
George Michael todavía estaba muy relacionado con Wham! y volvió rápidamente a ocupar el primer lugar de los rankings con la canción «Freedom», interpretada por el dúo, antes de terminar el año en la cima como parte de Band Aid. En resumen, tuvo tres sencillos número uno en 1984 como parte de tres entidades distintas; como solista, como parte de un dúo, y como parte de un proyecto de conciertos a beneficio.
Wham! se separó en 1986, y dos meses después Michael lanzó su segundo sencillo como solista, titulado «A Different Corner», el cual fue nuevamente número uno en el Reino Unido. De esta forma pasó a tener una carrera solista muy exitosa, controvertida y con la que ganó muchos premios.
En una entrevista de 2006 en el programa británico Las Canciones Favoritas de Gran Bretaña, «Careless Whisper» ocupó el sexto puesto.

## Video musical
El video musical muestra la culpabilidad que siente un hombre que tiene una amante, ya que sabe que su pareja averiguaría lo que estaba haciendo. El título es en realidad de una línea del segundo verso de la canción: «Time can never mend the careless whispers of a good friend» («El tiempo nunca puede enmendar los susurros descuidados de una buena amiga»). Pero no da crédito a las jóvenes que también participaron en el video. El video fue filmado en Miami en junio de 1984 e incluye locales como Coconut Grove y Watson Island.

## Películas
«Careless Whisper» es parte de la banda sonora de la película Deadpool de 2016 protagonizada por Ryan Reynolds y dirigida por Tim Miller. En la película, es una de las canciones usadas por Wade Wilson (Ryan Reynolds) y nombrada como «La canción que convirtió a Wham en Wham!». Suena en los créditos al terminar la cinta mientras que aparecen animaciones graciosas y subidas de tono.

## Actuaciones en vivo
«Careless Whisper» era generalmente la canción que cerraba los conciertos en las giras de Michael, además de recitales como Cover To Cover y Rock In Rio. George Michael solía interpretar «Careless Whisper» con una versión extendida del final, la cual era aparentemente su versión favorita.

## Versiones

### En televisión
La canción fue interpretada por Shayne Ward en el concurso de talentos del Reino Unido The X Factor en 2005.
En la primera temporada de Singapore Idol, la canción fue cantada por Patrick Khoo, quien literalmente la cantó suspirando. No logró pasar la audición. Por otra parte, en la cuarta temporada de Canadian Idol, Craig Sharpe de Upper Island Cove y Terranova y Labrador interpretó el sencillo. Zach Werner, uno de los jueces de Canadian Idol, notó que la voz de Craig es similar a la de George Michael en numerosas ocasiones. En la sexta temporada de American Idol, el participante Paul Kim fue eliminado luego de cantar esta canción. En el programa australiano Rockwiz fue interpretada en un dúo entre Kate Miller Heidke y Paul Dempsey.

### Otras versiones
En Argentina la canción fue grabada en ritmo de cumbia -cachaca en el año 2002 por el grupo jujeño «Bandy2» (Bandidos) con el título de «Murmullo Descuidado»:
- La canción fue grabada por la cantante italiana Mina en 1987 como tema de apertura del álbum de ese año llamado RANE SUPREME.
- También fue interpretada por Ben Folds y Rufus Wainwright en varias actuaciones en vivo en 2004.
- The Gossip recientemente emitió una versión de «Careless Whisper» en Radio 1, del Reino Unido, la cual comenzó con un verso de la canción de Kelly Clarkson «Since U Been Gone».
- También ha sido interpretada en vivo por HYDE, y la cantante taiwanesa Teresa Teng.
- El cantante irlandés Edward J. Valentine lanzó una versión que ocupó el puesto #47 por una semana de los Charts Irlandeses en 2008. Mike Mulvihill de «The Power Hour» halagó la canción, diciendo que es «una canción que definió su generación» y que el cover fue «incomparable».[1]
- En un concierto acústico en Shanghái (del 13 de marzo de 2008), Incubus interpretó la canción.
- Brandon Boyd cantó una parte de ella, acompañado por el bajista ocasional Mike Einziger (Mike tocó el bajo en varias canciones, pero no en todas). Ben Kenney estuvo ausente del programa, recuperándose de una enfermedad.
- En México, Pedro Fernández cantó una versión en español de la canción, titulada «Absurda Confidencia».
- Seether, un grupo de post-grunge actual, sacó una versión de esta canción. Con título homónimo aunque en su video se recojan películas y videojuegos de los 80.
- El 2009 la agrupación Latin Soul de Perú desarrolla una versión salsa fusión en español.
- La cantante brasileña Ivete Sangalo grabó una versión en inglés en el CD/DVD «Ivete Sangalo - 20 Años» del año 2014.
- Su canción aparece en el final de la película Deadpool.
- Jennifer Lopez
- Richard Clayderman
- Kenny G
- Brian McKnight
- Shayne Ward
- Jordan Knight
- Cory Gunz
- Raghav
- Pieces of a Dream
- Los Avila
- Sergio Mella en el álbum instrumental «Piano In Love» - Songs about memories
- Tamia
- The Session Band
- El Sonero y músico peruano Luchito Muñoz produjo una segunda versión salsa con letra hispana en el año 2017.
- La cantante mexicana Zemmoa grabó una versión en el 2012 con música de Yamil Rezc y Mauricio Terracina; y publicó su video en Vevo,[2] dirigido junto con Armond Cohen Kuter.[3]

## Uso comercial
La canción también aparece en el videojuego musical de baile Just Dance 2014.

## Créditos y personal
- George Michael - voz
- Andrew Ridgeley - guitarra clásica
- Steve Gregory - saxofón
- Hugh Burns - guitarra eléctrica
- Deon Estus - bajo
- Andy Richards - sintetizador
- Anne Dudley - sintetizadores
- Trevor Morell - batería
- Danny Cummings - pandereta y congas

## Posicionamiento en listas musicales
Semanales
| País                   | Lista (1984)             | Posición más alta |
| ---------------------- | ------------------------ | ----------------- |
| Australia              | Kent Music Report        | 1                 |
| Austria                | Ö3 Austria Top 40        | 2                 |
| Francia                | SNEP                     | 3                 |
| Bélgica                | Ultratop                 | 2                 |
| Canadá                 | RPM                      | 1                 |
| Canadá                 | The Record               | 2                 |
| Finlandia              | Yleisradio               | 2                 |
| Hungría                | Top 40 Individual        | 10                |
| Islandia               | Íslenski Listinn Topp 10 | 1                 |
| Nueva Zelanda          | Recorded Music NZ        | 3                 |
| Países Bajos           | Single Top 100           | 1                 |
| Alemania               | Singles Chart            | 3                 |
| Irlanda                | Irish Singles Chart      | 3                 |
| Israel                 | Media Forest             | 3                 |
| Japón                  | Japan Hot 100            | 1                 |
| Jordania               | Jordanian Singles Chart  | 1                 |
| Líbano                 | Líbano Singles Chart     | 1                 |
| Noruega                | VG-Lista                 | 2                 |
| Suecia                 | Sverigetopplistan        | 2                 |
| Suiza                  | Schweizer Hitparade      | 1                 |
| España                 | PROMUSICAE               | 11                |
| Portugal               | AFP                      | 2                 |
| Eslovenia              | Slo Top 30               | 29                |
| Sudáfrica              | RISA                     | 1                 |
| Reino Unido            | UK Singles Chart         | 1                 |
| Emiratos Árabes Unidos | Emiratos Árabes Unidos   | 1                 |
| Estados Unidos         | U.S. Billboard Hot 100   | 1                 |
| Estados Unidos         | Adult contemporary       | 1                 |
| Estados Unidos         | Hot R&B/Hip-Hop Songs    | 8                 |
| Estados Unidos         | Hot Dance Singles Sales  | 3                 |

## Certificaciones y ventas
| País (Organizador Certificador) | Certificación | Ventas certificadas |
| ------------------------------- | ------------- | ------------------- |
| Canadá                          | Platino       | 100.000             |
| Francia                         | Plata         | 200.000             |
| Reino Unido (BPI)               | 3x Platino    | 1.500.000           |
| Italia (FIMI)                   | Platino       | 50.000              |
| Dinamarca (IFPI)                | Oro           | 45.000              |
| Australia (ARIA)                | 2x Platino    | 140.000             |
| Brasil (Pro-Música Brasil)      | Platino       | 60.000              |
| Estados Unidos                  | Platino       | 1.000.000           |
| Japón                           | -             | 204.000             |